# Johannes Häne
Johannes Häne (* 6. März 1862 in Kirchberg SG; † 18. August 1931 in Schuls) war ein Schweizer Historiker und Geschichtslehrer.

## Leben
Häne besuchte die Kantonsschule am Burggraben, sein Geschichtslehrer Johannes Dierauer mit dem Häne eine lebenslange Freundschaft pflegte, motivierte ihn Geschichte zu studieren. Häne studierte Geschichte an der Universität Zürich und der Universität München. Er promovierte im Jahr 1893 und habilitierte 1899. Von 1902 bis 1903 war er Staatsarchivar in Zürich. Anschliessend war er von 1903 bis 1931 Lehrer für Geschichte an der Kantonsschule Rämibühl. Daneben unterrichtete er von 1911 bis 1931 an der Militärschule der ETH. Von 1917 bis 1931 war er Redakteur des Zürcher Taschenbuchs. Ausserdem unterrichtete Häne ab 1917 auch Geschichtsdidaktik für zukünftige Geschichtslehrer.

## Werke
- Der Klosterbruch in Rorschach und der St. Galler Krieg 1489-1490. St. Gallen 1895. Fehr’sche Buchhandlung (vormals Huber & Co.) - Digitalisat.
- Inventar des Stiftsarchivs St. Gallen. In: Anzeiger für Schweizerische Geschichte (Inventare Schweizerischer Archive). Bern 1898. Sonderabdruck: Bern 1899.
- Zum Wehr- und Kriegswesen in der Blütezeit der alten Eidgenossenschaft. Zürich 1900.
- Das Familienbuch zweier rheinthalischer Amtmänner des 15. und 16. Jahrhunderts (Hans Vogler, der Reformator des Rheintals). Zürich: Berichthaus 1900. Separatdruck aus: Jahrbuch für schweizerische Geschichte 25 (1900), S. 43–80. (Digitalisat).
- Zürcher Militär und Politik im zweiten Kappelerkrieg. Eine neue Kriegsordnung. Zürich: Berichthaus 1913. (Jahrbuch für Schweizerische Geschichte, Bd. 38).
- Militärisches aus dem Alten Zürichkrieg. Zur Entwicklungsgeschichte der Infanterie. Zürich: Bopp 1928.
- Zur Geschichte des Schwabenkrieges. In: Schriften des Vereins für Geschichte des Bodensees 27 (1898), S. 7–19.